# Reserve-Polizei-Bataillon 3
Das Reserve-Polizei-Bataillon 3 war eine militärische Formation der Ordnungspolizei. Während der deutschen Besetzung weiter Teile der Sowjetunion war die Einheit zunächst den Einsatzgruppen der Sicherheitspolizei und des SD zugeteilt, die es aktiv bei der Ermordung von Juden und anderen Bevölkerungsgruppen unterstützte. Das Bataillon weist neben dem Polizei-Bataillon 310 die höchsten Tötungsziffern in Weißrussland auf. Ab Sommer 1942 wurde der größere Teil des Bataillons an der Front eingesetzt und dort fast vollständig aufgerieben. Die 1. Kompanie bildete hingegen das Grundgerüst des Schutzmannschafts-Bataillons 57, das bei der Partisanenbekämpfung eingesetzt wurde.

## Aufstellung
Das Reserve-Polizei-Bataillon 3 wurde 1939 in Berlin aufgestellt. Es wurde als Polizeibataillon II/6 zunächst beim Überfall auf Polen eingesetzt. Die Einheiten der Ordnungspolizei sollten Industrieanlagen sichern, die Wanderung von Teilen der polnischen Bevölkerung unterbinden, die polnisch-ungarische Grenze für Flüchtlinge sperren, örtliche Verwaltungen einrichten helfen und die Versorgung der Stadtbevölkerung reorganisieren. Der Zusatz Reserve zeigt an, dass die Einheit überwiegend aus Reservisten gebildet wurde.

## Einsatz

### Polen, Norwegen und Jugoslawien
Ende 1939 war das Bataillon in Warschau stationiert, wo es im Dezember 1939 dem Polizei-Regiment Warschau zugeordnet wurde. Am 16. Januar 1940 wurde das Bataillon durch das Reserve-Polizei-Bataillon 7 abgelöst und zurück nach Berlin verlegt. Von April bis Oktober 1940 wurde das Bataillon in Norwegen eingesetzt. Im September/Oktober 1941 nahm es an einem Sondereinsatz zur „Bandenbekämpfung“ in Südkärnten/Jugoslawien teil. Nach der Rückkehr nach Berlin sollte es dann im Dezember 1941 geschlossen in der Sowjetunion eingesetzt werden. Aber der Transportzug wurde kurzfristig nach Zamość (Polen) umgeleitet. Dort wurde dem Kommandeur Arthur Seidel befohlen, seine Einheit aufzuteilen, um das Reserve-Polizei-Bataillon 9 abzulösen.

### Sowjetunion
Wie das Reserve-Polizei-Bataillon 9 wurde das Reserve-Polizei-Bataillon 3 aufgeteilt und verschiedenen Einsatzgruppen der Sicherheitspolizei und des SD bzw. deren Einsatzkommandos zugeordnet. Dabei spielten die Polizeibataillone eine wichtige Rolle bei Umsetzung des Mordauftrages der Einsatzgruppen. Sie erfüllten logistische Aufgaben bei Massenerschießungen, Ghettoräumungen und Deportationstransporten, beteiligten sich an den Erschießungen und führten auch selbständig Mordaktionen durch.
Die 1. Kompanie unter Hauptmann Hans Siegling wurde der Einsatzgruppe B unterstellt, die 2. Kompanie unter Hauptmann Franz Zipperling der Einsatzgruppe C, die 3. Kompanie der Einsatzgruppe D und die 4. Kompanie der Einsatzgruppe A. Um die Jahreswende 1942/43 wurde das Bataillon im Mittelabschnitt der Ostfront eingesetzt und dort fast vollständig aufgerieben. Die der Einsatzgruppe D zugeordneten Polizisten wurden nach deren Auflösung vom Polizei-Schützenregiment 36 übernommen. Nur wenige von ihnen überlebten den Krieg. Nach einigen Aussagen wurde das Bataillon 1943 im Raum Molodetschno gesammelt und dann in das Polizei-Schützenregiment 36 überführt; nach anderen Aussagen wurde das Bataillon zunächst geschlossen abgezogen und dann dem Polizei-Schützenregiment 36 zugeordnet.
In wenigen Fällen wurde den Ordnungspolizisten die Wahl gelassen, ob sie sich an den Exekutionen beteiligen wollten. Ein Angehöriger der 1. Kompanie erklärte später in einer Vernehmung, der Führer des Einsatzkommandos 8 habe vor der ersten Massenerschießung erklärt, niemand solle unter der „Vernichtung dieses Untermenschentums“ leiden. Von Otto Ohlendorf, dem Führer der Einsatzgruppe D, ist ein ähnliches Angebot in Simferopol überliefert. Ein anderer Angehöriger des Reserve-Polizei-Bataillons 3 sagte aus, kein Polizeiangehöriger habe von einem solchen Angebot Gebrauch gemacht. Auf der anderen Seite ist es belegt, dass sich Zipperling gegenüber dem Chef der Einsatzgruppe C weigerte, bei einer Exekution mitzuschießen.

#### 1. Kompanie
Die der Einsatzgruppe B unterstellte 1. Kompanie wurde dem Einsatzkommando 8 (EK 8) zugeteilt, wo sie die 2. Kompanie des Reserve-Polizei-Bataillons 9 ablöste. Am 5. Dezember 1941 erreichte die Einheit den Standort der Einsatzgruppe in Smolensk. Während der Stab dort verblieb, wurden der 1. und 3. Zug nach Mogilew verlegt. Der 2. Zug wurde aufgeteilt. Die eine Hälfte wurde zunächst in Brjansk und später in Bobruisk eingesetzt, die andere Hälfte in Orscha. Ermittlungen nach dem Zweiten Weltkrieg ergaben, dass die Polizisten an zahlreichen Massenerschießungen von Juden durch das EK 8 beteiligt waren. Ein Zeuge der 1. Kompanie gab an, Angehörige der Kompanie hätten sich an der Tötung von 48.000 Juden beteiligt. Die Mitglieder des Stabes hingegen behaupteten, weitgehend unbeteiligt gewesen zu sein. Siegling etwa behauptete, nur eine einzige Massenerschießung selbst miterlebt zu haben.
Viele der Taten können heute kaum unterschieden und die konkrete Teilnahme der Kompanieangehörigen kaum ermittelt werden. Üblicherweise führten die Polizisten bei Aktionen des EK 8 vor allem Absperrdienste durch. Zunächst wurde dazu der jeweilige Ort weiträumig abgesperrt, während Angehörige des Kommandos gemeinsam mit dem einheimischen Ordnungsdienst die Häuser der Juden durchsuchten und die Opfer zu einem Sammelplatz brachten, sofern diese nicht an Ort und Stelle erschossen wurden. Am Erschießungsort bildeten Polizisten eine Postenkette und beteiligten sich auch als Schützen an den Exekutionen.
Belegt ist die Teilnahme von Angehörigen des Reserve-Polizei-Bataillons 3 an mindestens einer Exekution nahe Mogilew im Dezember 1941/Januar 1942. An einer Massenerschießung im Januar 1942, bei der 400 bis 500 jüdische Männer, Frauen und Kinder ermordet wurden, beteiligten sich Angehörige der 1. Kompanie als Schützen. Auch an der Ermordung von mehr als 100 Insassen einer Anstalt für psychisch Kranke, die am 22. Februar 1942 in Panzergräben erschossen wurden, beteiligten sich Polizisten als Schützen. Der Halbzug der 1. Kompanie, der in Bobruisk einem Teilkommando des EK 8 zugeordnet war, um dort die Juden des Bezirks zu vernichten, stellte bei Exekutionen auch Schützen, insbesondere die Unterführer. Nach manchen Aussagen haben die Polizisten sogar hauptsächlich geschossen. Auch der andere Halbzug der 1. Kompanie, der in Orscha einem anderen Teilkommando des EK 8 zugeordnet war, stellte Schützen für die Massenexekutionen von Juden. Dabei wurden von Dezember 1941 bis März 1942 bei mehreren Aktionen mindestens 600 Juden erschossen.
Während der deutschen Besatzungszeit wurden ständig Juden aufgegriffen und in das SD-Gefängnis von Mogilew verbracht. Sobald die Kapazität des Gefängnisses erreicht war, wurde es geräumt. Dazu wurden sämtliche jüdischen Häftlinge und diejenigen nichtjüdischen Häftlinge, die „sonderbehandelt“ werden sollten, zum Panzergraben außerhalb der Stadt gebracht und dort erschossen. Von Dezember 1941 bis Mai 1942 soll das Gefängnis mindestens sechsmal geräumt worden sein. Pro Gefängnisräumung geht man von mindestens 150 Opfern aus. Als ab Juni 1942 das Gefängnis nach größeren Aktionen schneller belegt wurde, setzte das EK 8 auch Gaswagen zur Tötung der Häftlinge ein. Bis zum 21. September 1942 fanden etwa zehn Einsätze statt. Die Schutzpolizisten sicherten bei den Exekutionen den Erschießungsort ab und wirkten auch an den Gaswageneinsätzen mit. Ab Sommer 1942 gehörten sie auch zur Wachmannschaft des Gefängnisses.
Im Verband des EK 8 wurden Angehörige des Reserve-Polizei-Bataillons 3 auch zur Partisanenbekämpfung eingesetzt. Bei diesen Aktionen wurden Tausende Zivilisten erschossen. Ein Spähtrupp der 1. Kompanie mit einem Offizier und 31 Mann wurde am 22. Februar 1942 von Partisanen aufgerieben. Als der Einsatz des Reserve-Polizei-Bataillons 3 bei den Einsatzgruppen im Sommer 1942 endete, trat die 1. Kompanie zum Schutzmannschaftsbataillon 57 über.

#### 2. Kompanie
Die 2. Kompanie unter Hauptmann Frank Zipperling kam zur Einsatzgruppe C. Sie war an der Ermordung von 750 bis 1.000 Menschen in Charkow durch das Sonderkommando 4a, mindestens vier Leerungen des Gefängnisses von Krementschug mittels Gaswagen, Exekutionen und der Ermordung von mehreren hundert jüdischen Männern, Frauen und Kindern Ostern 1942 in Chorol beteiligt. Auch hier waren die Ordnungspolizisten nicht nur zur Sammlung und Absperrung eingeteilt, sondern sie beteiligten sich auch als Schützen an den Exekutionen.

#### 3. Kompanie
Die 3. Kompanie wurde der Einsatzgruppe D zugeteilt, wo sie bis zum Sommer 1943 verblieb. Sie nahm an der Erschießung von 7.500 Juden in Simferopol vom 11. bis 13. Dezember 1941 teil. Die Polizisten stellten dabei zwei Exekutionskommandos mit 40 Mann. Sie beteiligten sich auch an der Suche nach versteckten Juden und deren anschließender Tötung mittels Gaswagen im Januar/Februar 1942 in Simferopol und Umgebung. An Weihnachten 1941 beteiligten sie sich an der Ermordung von ca. 300 Juden in Jalta, im Herbst 1942 an der Ermordung von 800 bis 1.000 Juden aus Pjatigorsk durch das Einsatzkommando 12, der Liquidierung von 200 Juden aus Mineralnyje Wody, der Ermordung von mindestens 300 Juden mittels Gaswagen in Tscherkessk und der Ermordung der ca. 1.000 Juden in Anmawir ebenfalls mittels Gaswagen.

#### 4. Kompanie
Die 4. Kompanie war der Einsatzgruppe A zugeteilt. Zunächst wurde sie nach Krasnogwardeisk im Einschließungsring um Leningrad verlegt und dort in Gruppen aufgeteilt. In Krasnogwardeisk selbst blieben der Kompaniestab mit 30 bis 35 Polizisten. Der erste Zug war im Bereich des Einschließungsrings eingesetzt, bis er im Dezember 1941 nach Tosno kam. Dem SD unterstellt, wurden die Polizisten von dort auf die Außenstellen Tschudowo, Mga und Schlüsselburg verteilt. 19 Polizisten verblieben in Tosno. Weitere Einsatzorte waren Sablino, Nikolskoje und andere Orte.
Eine kleinere Gruppe von sechs bis acht Polizisten kam nach Kaunas und eine Woche später nach Wilna, wo sie dem Einsatzkommando 3/KdS Litauen zugeteilt waren und bis etwa Juni 1943 verblieben. Eine andere Gruppe von 10 bis 12 Mann kam aus Krasnogwardeisk nach Kaunas ebenfalls zum Einsatzkommando 3 / KdS Litauen. Diese Gruppe kam im Sommer 1942 nach Riga und wurde 14 Tage später zum Stützpunkt Danowka-Mala zum Polizei-Schützenregiment 36 verlegt, wo sie eine Rollbahn gegen Partisanenüberfälle sichern sollte. Eine weitere Gruppe der 4. Kompanie kam nach Riga.
Ein Zug der 4. Kompanie wurde im Frühjahr 1942 nach Minsk verlegt und dort dem Kommandeur der Sicherheitspolizei Weißruthenien unterstellt. In dieser aus dem Sonderkommando 1b und einem Restkommando des Einsatzkommandos 8 gebildeten Dienststelle wurden die Schutzpolizisten auf verschiedene Abteilungen verteilt. Aus diesem Grund ist die Teilnahme der Schutzpolizisten an Mordaktionen gegen die jüdische Bevölkerung nur in relativ wenigen Fällen nachweisbar.
Zu diesen Verbrechen gehört eine Großaktion, die der damalige Dienststellenkommandeur Walter Hofmann vom 1. bis 3. März 1942 gegen einheimische Juden aus dem Ghetto Minsk durchführen ließ. Räumkommandos hatten am Morgen des 1. März die Bewohner eines Teilbezirks des Ghettos zum Güterbahnhof Minsk getrieben und in Güterwagen nach Koidanow transportiert. Dort wurden die Juden am 2. März ausgeladen und in kleinen Gruppen zu vorbereiteten Gruben getrieben, wo sie mit Genickschüssen ermordet wurden. Die Exekutionen wurden am 3. März fortgesetzt. Insgesamt wurden mindestens 3.000 Menschen erschossen. Eine entsprechende Einsatzmeldung nennt 3.412 Opfer. Im Urteil des Landgerichts Koblenz vom 21. Mai 1963 gegen den am Massaker als Schützen beteiligten Leiter der Abteilung IV (Gestapo) des KdS Weißruthenien, Georg Heuser, wurde festgestellt, dass sich ein als Schütze eingeteilter Schutzpolizist geweigert hatte, an der Aktion teilzunehmen. Heuser ließ sich daraufhin während der Exekution von dem Polizisten seine Pistole nachladen. Nach Christian Gerlach erfolgte die Räumung am 2. März 1942; mehrere hundert Kinder wurden mitten im Ghetto in einer großen Grube teils erschossen, teils lebendig begraben.
Mindestens einer der Ordnungspolizisten nahm nach eigenen Angaben an einer Aktion in Wilejka in der Nacht zum 3. März 1942 teil, bei der mindestens 302 Juden erschossen wurden, an einer weiteren in Radoschkowitschi, am 11. März 1942, der mindestens 800 Juden zum Opfer fielen sowie bei der Ermordung der Juden des Ortes Ilja am 17. März 1942 mit 520 Opfern.
Zwischen Mai und Oktober 1942 wurden insgesamt 15.000 Juden aus dem Reich und dem Protektorat Böhmen und Mähren in Güterzügen nach Minsk deportiert. Mindestens 13.500 Juden wurden dort sofort ermordet. Der damalige Kommandeur der Dienststelle, Eduard Strauch, hatte dazu als Exekutionsort ein Wäldchen nahe dem Gut Trostinez ausgewählt. Für die Durchführung der Erschießungen wurden in der Regel 80 bis 100 Mann benötigt und sämtliche Angehörige der Dienststelle, also auch die Polizeireservisten, herangezogen. Ab Mitte Mai/Anfang Juni 1942 wurden durch die Dienststelle auch Gaswagen zur Ermordung der Juden eingesetzt. Christian Gerlach beziffert die Zahl der deportierten Juden auf über 17.000 Juden, die fast alle sofort ermordet worden seien. In Trostinez sowie in Petraschkewitschki wurden vom 28. bis 30. Juli 1942 auch insgesamt 9.000 Juden aus dem Ghetto von Minsk ermordet.

## Opferzahlen
Die Zahl der Opfer der Exekutionen, an denen sich Einheiten des Bataillons beteiligten, wird von Stefan Klemp auf 100.000 geschätzt. Die Schätzung Daniel Goldhagens, der die Zahl der Opfer des Bataillons auf mehrere hunderttausend schätzte, seien dagegen überhöht. Wolfgang Curilla kalkuliert die Zahl der jüdischen Opfer auf 58.980. Neben dem Polizei-Bataillon 310 weist das Reserve-Polizei-Bataillon 3 damit die höchsten Tötungsziffern in Weißrussland auf.

## Strafverfolgung
Die Ermittlungen gegen die Angehörigen der 1. Kompanie des Reserve-Polizeibataillons 3 wurden am 18. Juni 1967 von der Zentralstelle Dortmund eingestellt. Zwar kam die Zentralstelle zu dem Schluss, dass die Beteiligung an den Mordaktionen hätte verweigert werden können. Aber sie befand, dass der Schuldvorwurf gegen die an den Erschießungen beteiligten Angehörigen der 1. Kompanie „verhältnismäßig gering“ sei, was umso mehr der Billigkeit entspreche, „als in den anderen Verfahren gegen Angehörige des Einsatzkommandos 8 gegen weit stärker belastete Beteiligte keine Anklage erhoben wird, bzw. keine Verurteilung ausgesprochen worden ist.“